# 藤原成親
藤原 成親（ふじわら の なりちか）は、平安時代末期の公卿。中納言・藤原家成の子。正二位・権大納言。

## 生涯

### 生い立ち
父・家成が鳥羽法皇の第一の寵臣であったことから昇進は早く、康治元年（1142年）に5歳で従五位下に叙せられる。天養元年（1144年）、7歳で越後守になって以降、讃岐守・侍従・越後守（再任）を歴任する。父と同様に鳥羽法皇の側近となり、保元元年（1156年）4月には院宣により賀茂祭の祭使に選ばれ、19歳で左近衛少将に任じられた。永治元年（1141年）、成親の兄・家明が左少将になったことを藤原頼長が「諸大夫の僭上」と非難 しているように、近衛少将は本来なら上流貴族の官職だった。成親が左少将となったのは、家成一門の家格の上昇と鳥羽法皇の厚い信頼を物語るものといえる。同年7月、鳥羽法皇の葬儀で成親は、信西らとともに入棺役を務めた。

### 後白河院の側近
保元3年（1158年）、右近衛中将となる。翌年には正四位下に叙せられ、越後守の重任も認められた。異母兄の隆季・家明が美福門院に近く仕えたのに対して、成親は妹が藤原信頼の妻となっていた関係から信頼と行動をともにするようになり、後白河院の側近に加わった。後白河院の成親への信頼は厚く、慈円は両者が男色関係にあったとする。
平治の乱では藤原信頼とともに武装して参戦する。敗北後、信頼が処刑されたのに対して、成親は妹・経子が平重盛の妻であったことから特別に助命され、処分は軽く解官にとどまった。『愚管抄』によれば、「フヨウノ若殿上人」とみなされたという。
永暦2年（1161年）4月、成親は右中将に還任する。美福門院の死後、後白河院政派と二条親政派の対立は激化しており、後白河院は自らの政治基盤の強化を意図していた。しかし同年9月に、平時忠らが憲仁親王（のちの高倉天皇）を皇太子に立てようとする陰謀が発覚すると、二条はただちに後白河院の近臣を解官した。成親もその中に含まれており、翌年には召還されるものの昇進は停滞し、二条親政下の政界では雌伏を余儀なくされる。
二条天皇死後の仁安元年（1166年）正月、成親は左近衛中将に任じられる。後白河院の復権の恩恵を受けて、同年6月蔵人頭、8月参議、12月には5人の上臈を超えて、29歳にして正三位に叙せられた。この年の10月には憲仁親王の立太子が実現し、後白河院は平清盛の後援を得て院政を本格的に開始した。成親は翌年、権中納言となる。平重盛の義兄であることから重盛との関係は親密で、成親の娘はのちに重盛の嫡子・維盛の妻となっている。嘉応元年（1169年）11月、高倉の八十嶋祭では経子が勅使を務め、成親も兄・隆季や平氏一門とともに付き従った。さらに保元の乱の結果、父の頼長に連座して配流されていた藤原師長が中央に復帰すると、成親は師長に娘を嫁がせてその復権に協力している。

### 嘉応の強訴
後白河院は園城寺に早くから帰信して外護者としての立場をとったことから、園城寺と対立する延暦寺は後白河院の寺院政策に不満を抱いていた。嘉応元年（1169年）12月、尾張守・藤原家教の目代だった右衛門尉・藤原政友が、延暦寺領である美濃国平野荘の神人と些細な問題で衝突した。事件自体は小さなものだったが美濃国は延暦寺の荘園が多く、後白河法皇は国司に院近臣を任じて荘園抑止の政策をとっていた経緯もあり、延暦寺は成親の配流と政友の禁獄を求めて強訴を起こした（嘉応の強訴）。成親は家教の同母兄で、尾張国の知行国主だった。
後白河法皇は院御所に公卿・検非違使・武士を召集して警備を強化するが、大衆は院御所ではなく内裏に向かい宮中に乱入して気勢を上げた。後白河法皇は官兵を派遣して鎮圧しようとするが、公卿議定では派兵に消極的な意見が大勢を占め、兵を率いる平重盛も出動命令に応じなかったことから、24日成親は解官され、備中国への配流と決定した。しかし28日になると召還され、代わりに検非違使別当・平時忠、蔵人頭・平信範が配流となった。30日、成親は権中納言に還任し、翌年正月には右兵衛督・検非違使別当となる。この措置について九条兼実は、「天魔の所為なり」と評している。
延暦寺は反発して再び強訴の構えを示し、17日には事態収拾のために清盛が福原から上洛する。六波羅には軍勢が集結し情勢が緊迫すると、成親は後白河法皇に検非違使別当の辞任を申し入れる。2月6日、成親は解官されるが配流は免れた。同年4月には早くも権中納言・右兵衛督・検非違使別当に還任し、7月に右衛門督、12月に左衛門督となる。この後、成親は安元元年（1175年）11月までの長期に渡って検非違使別当を務めることになる。この事件で後白河院の庇護を受けた成親は、失脚の危機を回避しただけでなくその信任ぶりを改めて誇示することになった。院近臣の中核としての地位を確立した成親は、後白河法皇の好む今様の宴や熊野詣に常に付き従い、承安2年（1172年）には丹波・越後を知行国として院御所・三条殿を造営する。翌年、正二位に叙せられ、安元元年（1175年）に権大納言に昇進した。

### 鹿ケ谷の陰謀
安元2年（1176年）7月に建春門院が死去したことで、後白河法皇と平家の対立はしだいに顕在化する。その対立は、安元3年（1177年）4月の白山事件により決定的なものとなった。延暦寺が加賀守・藤原師高の流罪を要求して強訴を起こしたのに対して、師高の父・西光は天台座主・明雲の処罰を後白河法皇に進言するなど、院と延暦寺の抗争は激化していた。清盛が上洛して、後白河院の命令を受けて延暦寺攻撃の準備を進める中、6月1日成親は突然、清盛によって逮捕された。
『愚管抄』によれば、成親は「何事ニカメシノ候ヘバ見参ハセン（何事か御召しがあったので参りました）」と公卿座にいた平重盛・頼盛に挨拶して奥に入ったところ、清盛の家人・平盛俊に縄をかけられ部屋に押し込められてしまい、驚いた重盛が「コノタビモ御命バカリノ事ハ申候ハンズルゾ（今度もあなたの命だけはお助けするようにと、父の清盛に頼んでみます）」と励ましたという。西坂本まで下っていた大衆は「敵を討っていただいたことは喜ばしい」と、清盛に返礼を述べている。成親は嘉応の強訴以来、西光と並んで延暦寺の宿敵だった。
『百錬抄』が「成親卿已下密謀有るの由」、『愚管抄』が「成親、西光、俊寛ナド聚（あつま）リテヤウヤウノ議ヲシケルト云事ノ聞エケル」と記しており、平氏打倒の謀議があったことは事実と思われる。成親が陰謀を企てた理由として、『平家物語』は辞職した藤原師長の後任の左近衛大将を所望したところ、平重盛と平宗盛の兄弟が左右大将に任命されたことを恨みとしたとするが、大将になれるのは限られた家柄のみであり、成親の身分で大将を望むのは現実的でなく事実かどうか疑わしい。同じ話は『平治物語』にも藤原信頼の逸話として見え、『平治物語』と『平家物語』の成立は同時期と考えられることから、双方ともに文学的虚構である可能性も否定できない。
6月2日、成親は備前国に配流され、18日、解官された。平重盛から衣類を送られるなどの援助を受けていたが、7月9日に死去した。食事を与えられずに殺害されたといわれる。

## 官歴
※ 日付＝旧暦
- 永治2年（1142年）正月5日：従五位下
- 天養元年（1144年）12月18日：越後守
- 天養2年（1145年）正月4日：従五位上
- 久安2年（1146年）12月29日：讃岐守
- 久安6年（1150年）正月6日：正五位下
- 仁平2年（1152年）正月28日：侍従
- 久寿2年（1155年）正月28日：越後守（鳥羽御堂の造営）
- 久寿3年（1156年）4月6日：左少将。越後守如元
- 保元2年（1157年）
  - 正月24日：従四位下（金剛心院の造営）
  - 10月22日：従四位上（春興殿の造営）
- 保元3年（1158年）11月26日：右中将
- 保元4年（1159年）
  - 正月3日：正四位下（藤原信頼の譲り）
  - 2月3日：越後守（重任）
  - 改元して平治元年12月27日：解官（藤原信頼の縁座）
- 永暦2年（1161年）
  - 4月1日：右中将に還任
  - 改元して応保元年9月28日：解官
- 永万2年（1166年）
  - 正月12日：左中将
  - 6月6日：蔵人頭
  - 改元して仁安元年8月27日：参議に補任。左中将如元。従三位
  - 12月23日:正三位
- 仁安2年（1167年）
  - 正月30日：越前権守兼任
  - 2月11日：権中納言
  - 10月19日：帯剣を許される
- 嘉応元年（1169年）
  - 12月24日：解官（天台大衆の訴え）。備中国に配流
  - 12月28日：召還
  - 12月30日：本位に復す。権中納言に還任
- 嘉応2年（1170年）
  - 正月5日：右兵衛督。検非違使別当
  - 2月6日：解官（天台大衆の訴え）
  - 4月21日：権中納言・右兵衛督・検非違使別当に還任
  - 7月26日：右衛門督
  - 12月30日：左衛門督
- 承安2年（1172年）
  - 7月21日：従二位（院御所・三条殿の造営、遷御）
- 承安3年（1173年）
  - 4月13日：正二位（八幡賀茂の行幸、行事）
- 安元元年（1175年）
  - 11月28日：権大納言
- 安元3年（1177年）
  - 6月1日：西八条亭に禁固
  - 6月2日：備前国に配流
  - 6月18日：解官

## 系譜
- 父：藤原家成
- 母：藤原経忠の娘（藤原北家道隆流出身）
- 妻：藤原親隆の娘
  - 男子：成経（1156年? - 1202年）
  - 男子：成宗 - 藤原師長の養子
  - 女子：藤原師長室
- 妻：督の君（源忠房の娘 - 二条天皇女房）
  - 男子：親実（1168年 - 1215年）
- 妻：後白河院京極局（藤原俊成の娘）
  - 女子：建春門院新大納言 - 平維盛室、のち藤原経房室
- 妻：八条院坊門局（藤原俊成の娘）
  - 男子：阿野公佐 - 滋野井実国の養子、子孫は阿野家[7]
  - 女子：成子 - 持明院基宗室、後堀河天皇乳母
  - 女子：平清経室
- 生母不明：
  - 男子：覚観（または覚親[8]）
  - 男子：尊親
  - 女子：三条公定室
  - 女子：兵衛督成家室（姓不明）
  - 女子：源家俊室
- 妹：経子 - 平重盛室

## 関連作品
テレビドラマ
- 『新・平家物語』（1972年、NHK大河ドラマ）演：岡村春彦
- 『草燃える』（1979年、NHK大河ドラマ）演：森井睦
- 『炎立つ』（1993年 - 1994年、NHK大河ドラマ）演：小川隆市
- 『義経』（2005年、NHK大河ドラマ）演：森源次郎
- 『平清盛』（2012年、NHK大河ドラマ）演：吉沢悠

アニメーション
- 『平家物語』（2022年、フジテレビ）声：森宮隆